# Variedad proyectiva

Una curva elíptica es una curva proyectiva suave de género uno

En geometría algebraica, una variedad proyectiva sobre un cuerpo algebraicamente cerrado k es un subconjunto de algún n-espacio proyectivo {\displaystyle \mathbb {P} ^{n}} sobre k que es el lugar de los ceros de alguna familia finita de polinomios homogéneos de n + 1 variables con coeficientes en k, que generan un ideal primo, el ideal definitorio de la variedad. De manera equivalente, una variedad algebraica es proyectiva si se puede incrustar como una subvariedad cerrada de Zariski de {\displaystyle \mathbb {P} ^{n}}.
Una variedad proyectiva es una curva proyectiva si su dimensión es uno; es una superficie proyectiva si su dimensión es dos; es una hipersuperficie proyectiva si su dimensión es uno menos que la dimensión del espacio proyectivo que la contiene. En este caso, es el conjunto de ceros de un único polinomio homogéneo.
Si X es una variedad proyectiva definida por un ideal primo homogéneo I, entonces el anillo cociente
{\displaystyle k[x_{0},\ldots ,x_{n}]/I}
se llama anillo coordenado homogéneo de X. Los invariantes básicos de X, como el grado y la dimensión, se pueden leer en el polinomio de Hilbert de este álgebra graduada.
Las variedades proyectivas surgen de muchas maneras. Son completas, lo que se puede expresar aproximadamente diciendo que no faltan puntos. Lo contrario no es cierto en general, pero el lema de Chow describe la estrecha relación entre estas dos nociones. Para demostrar que una variedad es proyectiva se estudian los paquetes de rectas o los divisores en X.
Una característica destacada de las variedades proyectivas son las limitaciones de finitud de la cohomología del haz. Para variedades proyectivas suaves, la dualidad de Serre puede verse como un análogo de la dualidad de Poincaré. También conduce al teorema de Riemann-Roch para curvas proyectivas, es decir, variedades proyectivas de dimensión 1. La teoría de las curvas proyectivas es particularmente rica e incluye una clasificación según el género de la curva. El programa de clasificación para variedades proyectivas de dimensiones superiores conduce naturalmente a la construcción de módulos de variedades proyectivas. Los esquemas de Hilbert parametrizan subesquemas cerrados de {\displaystyle \mathbb {P} ^{n}} con el polinomio de Hilbert prescrito. Los esquemas de Hilbert, de los cuales los grasmanianos son casos especiales, también son esquemas proyectivos por derecho propio. La teoría invariante geométrica ofrece otro enfoque. Los enfoques clásicos incluyen el espacio de Teichmüller y las variedades de Chow.
Se dispone de una teoría particularmente rica, que se remonta a los clásicos, para variedades proyectivas complejas, es decir, cuando los polinomios que definen X tienen coeficientes complejos. En términos generales, el principio GAGA dice que la geometría de los espacios (o variedades) analíticos complejos proyectivos es equivalente a la geometría de las variedades complejas proyectivas. Por ejemplo, la teoría de haces de vectores holomorfos (más generalmente haces analíticos coherentes) sobre X coincide con la de los paquetes de vectores algebraicos. El teorema de Chow dice que un subconjunto del espacio proyectivo es el lugar de los ceros de una familia de funciones holomorfas si y solo si es el lugar de los ceros de polinomios homogéneos. La combinación de métodos analíticos y algebraicos para variedades proyectivas complejas conduce a áreas como la teoría de Hodge.

## Variedad y estructura de esquema

### Estructura de una variedad
Sea k un cuerpo algebraicamente cerrado. La base de la definición de variedades proyectivas es el espacio proyectivo {\displaystyle \mathbb {P} ^{n}}, que se puede definir de formas diferentes pero equivalentes:
- Como el conjunto de todas las rectas que pasan por el origen en {\displaystyle k^{n+1}} (es decir, todos los subespacios vectoriales unidimensionales de {\displaystyle k^{n+1}})
- Como el conjunto de tuplas {\displaystyle (x_{0},\dots ,x_{n})\in k^{n+1}}, donde {\displaystyle x_{0},\dots ,x_{n}} no son todos cero, con módulo la relación de equivalencia :{\displaystyle (x_{0},\dots ,x_{n})\sim \lambda (x_{0},\dots ,x_{n})} para cualquier {\displaystyle \lambda \in k\setminus \{0\}}. La clase de equivalencia de dicha tupla se denota por: {\displaystyle [x_{0}:\dots :x_{n}].}. Esta clase de equivalencia es el punto general del espacio proyectivo. Los números {\displaystyle x_{0},\dots ,x_{n}} se denominan coordenadas homogéneas del punto.

Una variedad proyectiva es, por definición, una subvariedad cerrada de {\displaystyle \mathbb {P} ^{n}}, donde cerrado se refiere a la topología de Zariski. En general, los subconjuntos cerrados de la topología de Zariski se definen como el lugar cero común de una colección finita de funciones polinomiales homogéneas. Dado un polinomio {\displaystyle f\in k[x_{0},\dots ,x_{n}]}, la condición
{\displaystyle f([x_{0}:\dots :x_{n}])=0}
no tiene sentido para polinomios arbitrarios, pero solo si f es homogéneo, es decir, los grados de todos los monomios (cuya suma es f) son los mismos. En este caso, la anulación de
{\displaystyle f(\lambda x_{0},\dots ,\lambda x_{n})=\lambda ^{\deg f}f(x_{0},\dots ,x_{n})}
es independiente de la elección de {\displaystyle \lambda \neq 0}.
Por lo tanto, las variedades proyectivas surgen de ideales primos homogéneos I de {\displaystyle k[x_{0},\dots ,x_{n}]}, y haciendo que
{\displaystyle X=\left\{[x_{0}:\dots :x_{n}]\in \mathbb {P} ^{n},f([x_{0}:\dots :x_{n}])=0{\text{for all }}f\in I\right\}.}
Además, la variedad proyectiva X es una variedad algebraica, lo que significa que está cubierta por subvariedades afines abiertas y satisface el axioma de separación. Así, el estudio local de X (por ejemplo, una singularidad) se reduce al de una variedad afín. La estructura explícita es la siguiente: el espacio proyectivo {\displaystyle \mathbb {P} ^{n}} está cubierto por los mapas afines abiertos estándar
{\displaystyle U_{i}=\{[x_{0}:\dots :x_{n}],x_{i}\neq 0\},}
que a su vez son n-espacios afines con el anillo de coordenadas
{\displaystyle k\left[y_{1}^{(i)},\dots ,y_{n}^{(i)}\right],\quad y_{j}^{(i)}=x_{j}/x_{i}.}
Ahora, se hace que i = 0 para simplificar la notación y se elimina el superíndice (0). Entonces, {\displaystyle X\cap U_{0}} es una subvariedad cerrada de {\displaystyle U_{0}\simeq \mathbb {A} ^{n}} definida por el ideal de {\displaystyle k[y_{1},\dots ,y_{n}]} generado por
{\displaystyle f(1,y_{1},\dots ,y_{n})}
para toda f en I. Por lo tanto, X es una variedad algebraica cubierta por (n+1) mapas afines abiertos {\displaystyle X\cap U_{i}}.
Téngase en cuenta que X es el cierre de la variedad afín {\displaystyle X\cap U_{0}} en {\displaystyle \mathbb {P} ^{n}}. Por el contrario, a partir de alguna variedad cerrada (afín) {\displaystyle V\subset U_{0}\simeq \mathbb {A} ^{n}}, la clausura de V en {\displaystyle \mathbb {P} ^{n}} es la variedad proyectiva llamada  de V. Si {\displaystyle I\subset k[y_{1},\dots ,y_{n}]} define V, entonces el ideal definitorio de este cierre es el ideal homogéneo de {\displaystyle k[x_{0},\dots ,x_{n}]} generado por
{\displaystyle x_{0}^{\deg(f)}f(x_{1}/x_{0},\dots ,x_{n}/x_{0})}
para toda f en I.
Por ejemplo, si V es una curva afín dada, por ejemplo, por {\displaystyle y^{2}=x^{3}+ax+b} en el plano afín, entonces su completamiento proyectivo en el plano proyectivo viene dado por {\displaystyle y^{2}z=x^{3}+axz^{2}+bz^{3}.}

### Esquemas proyectivos
Para diversas aplicaciones, es necesario considerar objetos álgebro-geométricos más generales que las variedades proyectivas, es decir, esquemas proyectivos. El primer paso hacia los esquemas proyectivos es dotar al espacio proyectivo de una estructura de esquema, refinando de alguna manera la descripción anterior del espacio proyectivo como una variedad algebraica, es decir, {\displaystyle \mathbb {P} ^{n}(k)} es un esquema que es una unión de (n + 1) copias del n-espacio afín kn. De manera más general, el espacio proyectivo sobre un anillo A es la unión de los esquemas afines
{\displaystyle U_{i}=\operatorname {Espec} A[x_{0}/x_{i},\dots ,x_{n}/x_{i}],\quad 0\leq i\leq n,}
de tal manera que las variables coincidan como se esperaba. El conjunto de puntos cerrados de {\displaystyle \mathbb {P} _{k}^{n}}, para cuerpos algebraicamente cerrados k, es entonces el espacio proyectivo {\displaystyle \mathbb {P} ^{n}(k)} en el sentido habitual.
Una construcción equivalente pero simplificada la proporciona la construcción proy, que es un análogo del espectro de un anillo, denominado "Espec", que define el espectro de un anillo. Por ejemplo, si A es un anillo, entonces
{\displaystyle \mathbb {P} _{A}^{n}=\operatorname {Proy} A[x_{0},\ldots ,x_{n}].}
Si R es un cociente de {\displaystyle k[x_{0},\ldots ,x_{n}]} por un ideal homogéneo I, entonces la sobreyección canónica induce la inmersión cerrada
{\displaystyle \operatorname {Proj} R\hookrightarrow \mathbb {P} _{k}^{n}.}
En comparación con las variedades proyectivas, se abandonó la condición de que el ideal I fuera un ideal primo. Esto lleva a una noción mucho más flexible: por un lado, el espacio topológico {\displaystyle X=\operatorname {Proj} R} puede tener múltiples componentes irreducibles. Además, puede haber funciones nilpotentes en X.
Los subesquemas cerrados de {\displaystyle \mathbb {P} _{k}^{n}} corresponden biyectivamente a los ideales homogéneos I de {\displaystyle k[x_{0},\ldots ,x_{n}]} que son saturados; es decir, {\displaystyle I:(x_{0},\dots ,x_{n})=I.} Este hecho puede considerarse como una versión refinada del teorema de los ceros de Hilbert.
Se puede dar una analogía sin coordenadas de lo anterior. Es decir, dado un espacio vectorial de dimensión finita V sobre k, sea
{\displaystyle \mathbb {P} (V)=\operatorname {Proj} k[V]}
donde {\displaystyle k[V]=\operatorname {Sym} (V^{*})} es el álgebra simétrica de {\displaystyle V^{*}}. Es la proyectivización de V; es decir, parametriza rectas en V. Existe una aplicación sobreyectiva canónico {\displaystyle \pi :V\setminus \{0\}\to \mathbb {P} (V)}, que se define utilizando el cuadro descrito anteriormente. Un divisor D en una variedad proyectiva X corresponde a un conjunto de líneas rectas L. Entonces, se tiene que
{\displaystyle |D|=\mathbb {P} (\Gamma (X,L))};
se llama sistema lineal completo de D.
El espacio proyectivo sobre cualquier esquema S se puede definir como un producto de fibra de esquemas
{\displaystyle \mathbb {P} _{S}^{n}=\mathbb {P} _{\mathbb {Z} }^{n}\times _{\operatorname {Spec} \mathbb {Z} }S.}
Si {\displaystyle {\mathcal {O}}(1)} es la construcción Proy de {\displaystyle \mathbb {P} _{\mathbb {Z} }^{n}}, se considera que {\displaystyle {\mathcal {O}}(1)} denota el retorno de {\displaystyle {\mathcal {O}}(1)} a {\displaystyle \mathbb {P} _{S}^{n}}; es decir, {\displaystyle {\mathcal {O}}(1)=g^{*}({\mathcal {O}}(1))} para la aplicación canónica {\displaystyle g:\mathbb {P} _{S}^{n}\to \mathbb {P} _{\mathbb {Z} }^{n}.}
Un esquema X → S se llama proyectivo sobre S si factoriza como una inmersión cerrada
{\displaystyle X\to \mathbb {P} _{S}^{n}}
seguido de la proyección sobre S.
Un haz de rectas (o haz invertible) {\displaystyle {\mathcal {L}}} en un esquema X sobre S se dice que es muy amplio en relación con S si existe una immersión (es decir, una inmersión abierta seguida de una inmersión cerrada)
{\displaystyle i:X\to \mathbb {P} _{S}^{n}}
para algunos n para que {\displaystyle {\mathcal {O}}(1)} retorne a {\displaystyle {\mathcal {L}}}. Entonces, un S-esquema X es proyectivo si y solo si es propio y existe un haz muy amplio en X con respecto a S. De hecho, si X es propio, entonces una inmersión correspondiente al haz de líneas muy amplio es necesariamente cerrada. Por el contrario, si X es proyectivo, entonces el retorno de {\displaystyle {\mathcal {O}}(1)} bajo la inmersión cerrada de X en un espacio proyectivo es muy amplio. Que proyectivo implica propio es una relación más profunda, de acuerdo con el teorema principal de la teoría de la eliminación.

## Relación con las variedades completas
Por definición, una variedad es completa, si es propia sobre k. El criterio valorativo de propiedad expresa la intuición de que en una variedad adecuada no "faltan" puntos.
Existe una estrecha relación entre variedades completas y proyectivas: por un lado, el espacio proyectivo y por tanto cualquier variedad proyectiva es completa. Lo contrario no es cierto en general. Sin embargo:
- Una curva suave C es proyectiva si y solo si es completa. Esto se demuestra identificando C con el conjunto de anillos de valoración discretos de un cuerpo de funciones k(C) sobre k. Este conjunto tiene una topología natural de Zariski llamada espacio de Zariski-Riemann.
- El lema de Chow establece que para cualquier variedad completa X, existe una variedad proyectiva Z y un morfismo birracional Z → X.[9] Además, a través de normalización, se puede asumir que esta variedad proyectiva es normal.

Algunas propiedades de una variedad proyectiva se derivan de la completitud. Por ejemplo,
{\displaystyle \Gamma (X,{\mathcal {O}}_{X})=k}
para cualquier variedad proyectiva X sobre k. Este hecho es un análogo algebraico del teorema de Liouville (cualquier función holomorfa en una variedad compleja compacta conexa es constante). De hecho, la similitud entre la geometría analítica compleja y la geometría algebraica en variedades proyectivas complejas va mucho más allá, como se explica a continuación.
Las variedades cuasi-proyectivas son, por definición, aquellas que son subvariedades abiertas de variedades proyectivas. Esta clase de variedades incluye las variedades afines, que casi nunca son completas (o proyectivas). De hecho, una subvariedad proyectiva de una variedad afín debe tener dimensión cero. Esto se debe a que solo las constantes son globalmente funciones regulares en una variedad proyectiva.

## Ejemplos e invariantes básicos
Por definición, cualquier ideal homogéneo en un anillo polinomial produce un esquema proyectivo (requiere ser primo ideal para generar una variedad). En este sentido, abundan los ejemplos de variedades proyectivas. La siguiente lista menciona varias clases de variedades proyectivas que son dignas de mención porque han sido estudiadas con especial intensidad. La importante clase de variedades proyectivas complejas, es decir, el caso {\displaystyle k=\mathbb {C} }, se analiza más adelante.
El producto de dos espacios proyectivos es proyectivo. De hecho, existe la inmersión explícita (llamada embebido de Segre)
{\displaystyle {\begin{cases}\mathbb {P} ^{n}\times \mathbb {P} ^{m}\to \mathbb {P} ^{(n+1)(m+1)-1}\\(x_{i},y_{j})\mapsto x_{i}y_{j}\end{cases}}}
Como consecuencia, el producto de variedades proyectivas sobre k es nuevamente proyectivo. El embebido de Plücker exhibe un grasmaniano como una variedad proyectiva. Las variedades de bandera, como el cociente del módulo el grupo lineal general {\displaystyle \mathrm {GL} _{n}(k)}, el subgrupo de matrices triangulares superiores, también son proyectivas, lo que es un hecho importante en la teoría de grupos algebraicos.

### Anillo de coordenadas homogéneas y polinomio de Hilbert
Como el ideal primo P que define una variedad proyectiva X es homogéneo, el anillo de coordenadas homogéneas
{\displaystyle R=k[x_{0},\dots ,x_{n}]/P}
es un álgebra graduada, es decir, se puede expresar como la suma directa de sus componentes graduados:
{\displaystyle R=\bigoplus _{n\in \mathbb {N} }R_{n}.}
Existe un polinomio P tal que {\displaystyle \dim R_{n}=P(n)} para todo n suficientemente grande, y se llama polinomio de Hilbert de X. Es una invariante numérica que codifica alguna geometría extrínseca de X. El grado de P es al dimensión r de X y su coeficiente principal multiplicado por r! es el grado de la variedad X. El género aritmético de X es (−1)r (P(0) − 1) cuando X es suave.
Por ejemplo, el anillo de coordenadas homogéneas de {\displaystyle \mathbb {P} ^{n}} es {\displaystyle k[x_{0},\ldots ,x_{n}]} y su polinomio de Hilbert es {\displaystyle P(z)={\binom {z+n}{n}}}; su género aritmético es cero.
Si el anillo de coordenadas homogéneas R es un dominio íntegramente cerrado, entonces se dice que la variedad proyectiva X es proyectivamente normal. Téngase en cuenta que, a diferencia de la normalidad, la normalidad proyectiva depende de R, el embebido de X en un espacio proyectivo. La normalización de una variedad proyectiva es proyectiva. De hecho, es la construcción Proy del cierre integral de algún anillo de coordenadas homogéneas de X.

### Grado
Sea {\displaystyle X\subset \mathbb {P} ^{N}} una variedad proyectiva. Hay al menos dos formas equivalentes de definir el grado de X en relación con su embebido. La primera forma es definirlo como la cardinalidad del conjunto finito
{\displaystyle \#(X\cap H_{1}\cap \cdots \cap H_{d})}
donde d es la dimensión de X y Hi son hiperplanos en "posiciones generales". Esta definición corresponde a una idea intuitiva de grado. De hecho, si X es una hipersuperficie, entonces el grado de X es el grado del polinomio homogéneo que define X. Las "posiciones generales" pueden precisarse, por ejemplo, mediante la teoría de la intersección, y se requiere que la intersección sea propia y que las multiplicidades de los componentes irreducibles sean todas uno.
La otra definición, que se menciona en la sección anterior, es que el grado de X es el coeficiente principal del polinomio de Hilbert de X (dim X)! veces. Geométricamente, esta definición significa que el grado de X es la multiplicidad del vértice del cono afín sobre X.
Sean {\displaystyle V_{1},\dots ,V_{r}\subset \mathbb {P} ^{N}} subesquemas cerrados de dimensiones puras que se cruzan propiamente (dado que están en posición general). Si mi denota la multiplicidad de un componente irreducible Zi en la intersección (es decir, la multiplicidad de intersección), entonces la generalización del teorema de Bézout dice:
{\displaystyle \sum _{1}^{s}m_{i}\deg Z_{i}=\prod _{1}^{r}\deg V_{i}.}
La multiplicidad de intersección mi se puede definir como el coeficiente de Zi en el producto de intersección {\displaystyle V_{1}\cdot \cdots \cdot V_{r}} en el anillo de Chow de {\displaystyle \mathbb {P} ^{N}}.
En particular, si {\displaystyle H\subset \mathbb {P} ^{N}} es una hipersuperficie que no contiene a X, entonces
{\displaystyle \sum _{1}^{s}m_{i}\deg Z_{i}=\deg(X)\deg(H)}
donde Zi son los componentes irreducibles de la intersección teórica de esquemas de X y H con multiplicidad (longitud del anillo local) mi.
Una variedad proyectiva compleja puede verse como una variedad compleja, y el grado de la variedad (relativo al embebido) es entonces el volumen de la variedad como variedad con respecto a la métrica heredada del entorno, el espacio proyectivo complejo. Una variedad proyectiva compleja se puede caracterizar como minimizadora del volumen (en cierto sentido).

### Anillo de secciones
Sea X una variedad proyectiva y L un conjunto de líneas rectas. Entonces, el anillo graduado
{\displaystyle R(X,L)=\bigoplus _{n=0}^{\infty }H^{0}(X,L^{\otimes n})}
se llama anillo de secciones de L. Si L es amplio, entonces la construcción Proy de este anillo es X. Además, si X es normal y L es muy amplia, entonces {\displaystyle R(X,L)} es la clausura integral del anillo de coordenadas homogéneas de X determinado por L; es decir, {\displaystyle X\hookrightarrow \mathbb {P} ^{N}} para que {\displaystyle {\mathcal {O}}_{\mathbb {P} ^{N}}(1)} retorne a L.
Para las aplicaciones, es útil permitir un divisor (o divisores {\displaystyle \mathbb {Q} }), no solo paquetes de líneas rectas; suponiendo que X es normal, el anillo resultante se denomina anillo generalizado de secciones. Si {\displaystyle K_{X}} es un divisor canónico en X, entonces el anillo generalizado de secciones
{\displaystyle R(X,K_{X})}
se llama anillo canónico de X. Si el anillo canónico se genera de forma finita, entonces el Proy del anillo se denomina modelo canónico de X. El anillo o modelo canónico se puede utilizar para definir la dimensión de Kodaira de X.

### Curvas proyectivas
Los esquemas proyectivos de dimensión uno se denominan curvas proyectivas. Gran parte de la teoría de curvas proyectivas trata sobre curvas proyectivas suaves, ya que las singularidades de las curvas pueden resolverse mediante normalización, que consiste en tomar localmente el cierre integral del anillo de funciones regulares. Las curvas proyectivas suaves son isomorfas si y solo si sus cuerpos de funciones son isomorfas. El estudio de extensiones finitas de
{\displaystyle \mathbb {F} _{p}(t),}
o curvas proyectivas equivalentemente suaves sobre {\displaystyle \mathbb {F} _{p}} es una rama importante en teoría de números algebraicos.
Una curva proyectiva suave de género uno se llama curva elíptica. Como consecuencia del teorema de Riemann-Roch, dicha curva puede incluirse como una subvariedad cerrada en {\displaystyle \mathbb {P} ^{2}}. En general, cualquier curva proyectiva (suave) se puede incrustar en {\displaystyle \mathbb {P} ^{3}} (para una demostración, consúltese variedad secante#Ejemplos). Por el contrario, cualquier curva cerrada suave en {\displaystyle \mathbb {P} ^{2}} de grado tres tiene género uno por la fórmula del género y, por lo tanto, es una curva elíptica.
Una curva completa suave de género mayor o igual a dos se llama curva hiperelíptica si existe un morfismo finito {\displaystyle C\to \mathbb {P} ^{1}} de grado dos.

### Hipersuperficies proyectivas
Todo subconjunto cerrado irreducible de {\displaystyle \mathbb {P} ^{n}} de codimensión uno es una hipersuperficie, es decir, el conjunto de ceros de algún polinomio irreducible homogéneo.

### Variedades abelianas
Otro invariante importante de una variedad proyectiva X es el grupo de Picard {\displaystyle \operatorname {Pic} (X)} de X, el conjunto de clases de isomorfismo de haces de líneas rectas en X. Es isomorfo a {\displaystyle H^{1}(X,{\mathcal {O}}_{X}^{*})} y, por tanto, una noción intrínseca (independiente de la incrustación). Por ejemplo, el grupo de Picard de {\displaystyle \mathbb {P} ^{n}} es isomorfo a {\displaystyle \mathbb {Z} } mediante la aplicación de grados. El núcleo de {\displaystyle \deg :\operatorname {Pic} (X)\to \mathbb {Z} } no es solo un grupo abeliano abstracto, sino que existe una variedad llamada variedad jacobiana de X, Jac(X), cuyos puntos son iguales a este grupo. El jacobiano de una curva (suave) juega un papel importante en el estudio de la curva. Por ejemplo, el jacobiano de una curva elíptica E es la propia E. Para una curva X de género g, Jac(X) tiene dimensión g.
Las variedades, como la variedad jacobiana, que son completas y tienen una estructura de grupo, se conocen como variedades abelianas, en honor a Niels Henrik Abel. En marcado contraste con los grupos algebraicos afines como {\displaystyle GL_{n}(k)}, estos grupos son siempre conmutativos, de ahí el nombre. Además, admiten un paquete de rectas amplio y, por tanto, son proyectivos. Por otro lado, es posible que un esquema abeliano no sea proyectivo. Ejemplos de variedades abelianas son las curvas elípticas, las variedades jacobianas y las K3 superficies.

## Proyecciones
Sea {\displaystyle E\subset \mathbb {P} ^{n}} un subespacio lineal; es decir, {\displaystyle E=\{s_{0}=s_{1}=\cdots =s_{r}=0\}} para algunos funcionales lineales linealmente independientes si. Entonces la proyección de E es el morfismo (bien definido)
{\displaystyle {\begin{cases}\phi :\mathbb {P} ^{n}-E\to \mathbb {P} ^{r}\\x\mapsto [s_{0}(x):\cdots :s_{r}(x)]\end{cases}}}
La descripción geométrica de esta aplicación es la siguiente:
- Sea {\displaystyle \mathbb {P} ^{r}\subset \mathbb {P} ^{n}} de manera que esté separado de E. Entonces, para cualquier {\displaystyle x\in \mathbb {P} ^{n}\setminus E}, :{\displaystyle \phi (x)=W_{x}\cap \mathbb {P} ^{r},} donde {\displaystyle W_{x}} denota el espacio lineal más pequeño que contiene E y x (llamado unión de E y x).
- {\displaystyle \phi ^{-1}(\{y_{i}\neq 0\})=\{s_{i}\neq 0\},} donde {\displaystyle y_{i}} son las coordenadas homogéneas en {\displaystyle \mathbb {P} ^{r}.}
- Para cualquier subesquema cerrado {\displaystyle Z\subset \mathbb {P} ^{n}} disjunto de E, la restricción {\displaystyle \phi :Z\to \mathbb {P} ^{r}} es un morfismo finito.[19]

Las proyecciones se pueden utilizar para reducir la dimensión en la que está embebida una variedad proyectiva, hasta el morfismo finito. Comiéncese con alguna variedad proyectiva {\displaystyle X\subset \mathbb {P} ^{n}.} Si {\displaystyle n>\dim X,} la proyección desde un punto que no está en X da {\displaystyle \phi :X\to \mathbb {P} ^{n-1}.} Además, {\displaystyle \phi } es una aplicación finita de su imagen. Así, al iterar el procedimiento, se ve que hay una aplicación finita
{\displaystyle X\to \mathbb {P} ^{d},\quad d=\dim X.}
Este resultado es el análogo proyectivo del lema de normalización de Noether (de hecho, produce una prueba geométrica del lema de normalización).
Se puede utilizar el mismo procedimiento para mostrar el siguiente resultado ligeramente más preciso: dada una variedad proyectiva X sobre un cuerpo perfecto, existe un morfismo birracional finito desde X hasta una hipersuperficie H en {\displaystyle \mathbb {P} ^{d+1}.} En particular, si X es normal, entonces es la normalización de H.

## Dualidad y sistema lineal
Mientras que un n-espacio proyectivo {\displaystyle \mathbb {P} ^{n}} parametriza las líneas rectas en un n-espacio afín, su dual parametriza los hiperplanos en el espacio proyectivo, de la siguiente manera. Sea un cuerpo k. Por {\displaystyle {\breve {\mathbb {P} }}_{k}^{n}} se hace referencia a un n-espacio proyectivo.
{\displaystyle {\breve {\mathbb {P} }}_{k}^{n}=\operatorname {Proj} (k[u_{0},\dots ,u_{n}])}
equipado con la construcción:
{\displaystyle f\mapsto H_{f}=\{\alpha _{0}x_{0}+\cdots +\alpha _{n}x_{n}=0\}}, un hiperplano en {\displaystyle \mathbb {P} _{L}^{n}}
donde {\displaystyle f:\operatorname {Spec} L\to {\breve {\mathbb {P} }}_{k}^{n}} es un punto-L de {\displaystyle {\breve {\mathbb {P} }}_{k}^{n}} para una extensión del cuerpo L de k y {\displaystyle \alpha _{i}=f^{*}(u_{i})\in L.}
Para cada L, la construcción es una biyección entre el conjunto de puntos L de {\displaystyle {\breve {\mathbb {P} }}_{k}^{n}} y el conjunto de hiperplanos de {\displaystyle \mathbb {P} _{L}^{n}}. Debido a esto, se dice que el espacio proyectivo dual {\displaystyle {\breve {\mathbb {P} }}_{k}^{n}} es el espacio de módulos de los hiperplanos en {\displaystyle \mathbb {P} _{k}^{n}}.
Una línea en {\displaystyle {\breve {\mathbb {P} }}_{k}^{n}} se llama pincel: es una familia de hiperplanos en {\displaystyle \mathbb {P} _{k}^{n}} parametrizados por {\displaystyle \mathbb {P} _{k}^{1}}.
Si V es un espacio vectorial de dimensión finita sobre k, entonces, por la misma razón que antes, {\displaystyle \mathbb {P} (V^{*})=\operatorname {Proj} (\operatorname {Sym} (V))} es el espacio de hiperplanos en {\displaystyle \mathbb {P} (V)}. Un caso importante es cuando V consta de secciones de un haz de líneas rectas. Es decir, sea X una variedad algebraica, L un paquete de líneas rectas en X y {\displaystyle V\subset \Gamma (X,L)} un subespacio vectorial de dimensión positiva finita. Entonces, existe una aplicación:
{\displaystyle {\begin{cases}\varphi _{V}:X\setminus B\to \mathbb {P} (V^{*})\\x\mapsto H_{x}=\{s\in V|s(x)=0\}\end{cases}}}
determinada por el sistema lineal V, donde B, llamado lugar geométrico base, es la intersección de los divisores de cero de secciones distintas de cero en V (véase sistema lineal de divisores para la construcción de la aplicación).

## Cohomología de haces coherentes
Sea X un esquema proyectivo sobre un cuerpo (o, más generalmente, sobre un anillo noetheriano A). La cohomología de haces coherentes {\displaystyle {\mathcal {F}}} en X satisface los siguientes teoremas importantes debidos a Serre:
1. {\displaystyle H^{p}(X,{\mathcal {F}})} es un espacio vectorial k de dimensión finita para cualquier p.
2. Existe un entero {\displaystyle n_{0}} (dependiendo de {\displaystyle {\mathcal {F}}}; véase también regularidad de Castelnuovo-Mumford) tal que :{\displaystyle H^{p}(X,{\mathcal {F}}(n))=0} para todo {\displaystyle n\geq n_{0}} y p > 0, donde {\displaystyle {\mathcal {F}}(n)={\mathcal {F}}\otimes {\mathcal {O}}(n)} es la torsión con potencia de un haz de líneas rectas muy amplio {\displaystyle {\mathcal {O}}(1).}

Estos resultados se demuestran reduciendo al caso {\displaystyle X=\mathbb {P} ^{n}} utilizando el isomorfismo
{\displaystyle H^{p}(X,{\mathcal {F}})=H^{p}(\mathbb {P} ^{r},{\mathcal {F}}),p\geq 0}
donde en el lado derecho {\displaystyle {\mathcal {F}}} se ve como un haz en el espacio proyectivo mediante su extensión por cero. El cálculo continúa mediante un cálculo directo para {\displaystyle {\mathcal {F}}={\mathcal {O}}_{\mathbb {P} ^{r}}(n),siendo} n cualquier número entero, y para {\displaystyle {\mathcal {F}}} arbitrario se reduce a este caso sin mucha dificultad.
Como corolario del punto 1 anterior, si f es un morfismo proyectivo de un esquema noetheriano a un anillo noetheriano, entonces la imagen directa superior {\displaystyle R^{p}f_{*}{\mathcal {F}}} es coherente. El mismo resultado es válido para los morfismos propios f, como se puede demostrar con la ayuda del lema de Chow.
Los grupos de cohomología de haces Hi en un espacio topológico noetheriano se anulan para i estrictamente mayor que la dimensión del espacio. Así, la cantidad, llamada característica de Euler de {\displaystyle {\mathcal {F}}},
{\displaystyle \chi ({\mathcal {F}})=\sum _{i=0}^{\infty }(-1)^{i}\dim H^{i}(X,{\mathcal {F}})}
es un número entero bien definido (para X proyectivo). Entonces se puede deducir {\displaystyle \chi ({\mathcal {F}}(n))=P(n)} para algún polinomio P sobre números racionales. Aplicando este procedimiento a la estructura del haz {\displaystyle {\mathcal {O}}_{X}}, se recupera el polinomio de Hilbert de X. En particular, si X es irreducible y tiene dimensión r, el género aritmético de X viene dado por
{\displaystyle (-1)^{r}(\chi ({\mathcal {O}}_{X})-1),}
que es manifiestamente intrínseco; es decir, independiente del embebido.
El género aritmético de una hipersuperficie de grado d es {\displaystyle {\binom {d-1}{n}}} en {\displaystyle \mathbb {P} ^{n}}. En particular, una curva suave de grado d en {\displaystyle \mathbb {P} ^{2}} tiene género aritmético {\displaystyle (d-1)(d-2)/2}. Esta es la fórmula de género.

## Variedades proyectivas suaves
Sea X una variedad proyectiva suave donde todos sus componentes irreducibles tienen dimensión n. En esta situación, el haz canónico ωX, definido como el haz del diferencial de Kähler de grado superior (es decir, n-formas algebraicas), es un paquete de líneas rectas.

### Dualidad de Serre
La dualidad de Serre establece que para cualquier gavilla {\displaystyle {\mathcal {F}}} localmente libre en X,
{\displaystyle H^{i}(X,{\mathcal {F}})\simeq H^{n-i}(X,{\mathcal {F}}^{\vee }\otimes \omega _{X})'}
donde el superíndice primo se refiere al espacio dual y {\displaystyle {\mathcal {F}}^{\vee }} es el haz dual de {\displaystyle {\mathcal {F}}}.
Una generalización a esquemas proyectivos, pero no necesariamente suaves, se conoce como dualidad de Verdier.

### Teorema de Riemann-Roch
Para una curva (proyectiva suave) X, H2 y superiores desaparecen por razones dimensionales y el espacio de las secciones globales de la estructura es unidimensional. Por lo tanto, el género aritmético de X es la dimensión de {\displaystyle H^{1}(X,{\mathcal {O}}_{X})}. Por definición, el género geométrico de X es la dimensión de H0(X, ωX). La dualidad de Serre implica, por tanto, que el género aritmético y el género geométrico coinciden. Simplemente se les llamará género de X.
La dualidad de Serre es también un elemento clave en la prueba del teorema de Riemann-Roch. Como X es suave, existe un isomorfismo de grupos
{\displaystyle {\begin{cases}\operatorname {Cl} (X)\to \operatorname {Pic} (X)\\D\mapsto {\mathcal {O}}(D)\end{cases}}}
del grupo de divisores principales de módulo divisor de (Weil) al grupo de clases de isomorfismo de haces de líneas rectas. Un divisor correspondiente a ωX se llama divisor canónico y se denota por K. Sea l(D) la dimensión de {\displaystyle H^{0}(X,{\mathcal {O}}(D))}. Entonces, el teorema de Riemann-Roch establece que: si g es el género de X,
{\displaystyle l(D)-l(K-D)=\deg D+1-g,}
para cualquier divisor D en X. Por la dualidad de Serre, esto es lo mismo que:
{\displaystyle \chi ({\mathcal {O}}(D))=\deg D+1-g,}
que puede demostrarse fácilmente. Una generalización del teorema de Riemann-Roch a una dimensión superior es el teorema de Hirzebruch-Riemann-Roch, así como el teorema de Grothendieck-Riemann-Roch de gran alcance.

## Esquemas de Hilbert
Los esquemas de Hilbert parametrizan todas las subvariedades cerradas de un esquema proyectivo X en el sentido de que los puntos (en el sentido functorial) de H corresponden a los subesquemas cerrados de X. Como tal, el esquema de Hilbert es un ejemplo del espacio de módulos, es decir, un objeto geométrico cuyos puntos parametrizan otros objetos geométricos. Más precisamente, el esquema de Hilbert parametriza subvariedades cerradas cuyo polinomio de Hilbert es igual a un polinomio prescrito P. Es un teorema profundo de Grothendieck que existe un esquema {\displaystyle H_{X}^{P}} sobre k tal que, para cualquier k-esquema T, existe una biyección
{\displaystyle \{{\text{morphisms }}T\to H_{X}^{P}\}\ \ \longleftrightarrow \ \ \{{\text{subesquemas cerrados de }}X\times _{k}T{\text{plano sobre }}T,{\text{con polinomio de Hilbert }}P.\}}
El subesquema cerrado de {\displaystyle X\times H_{X}^{P}} que corresponde a la aplicación de identidad {\displaystyle H_{X}^{P}\to H_{X}^{P}} se denomina familia universal.
Para {\displaystyle P(z)={\binom {z+r}{r}}}, el esquema de Hilbert {\displaystyle H_{\mathbb {P} ^{n}}^{P}} se denomina grasmaniano de r-planos en {\displaystyle \mathbb {P} ^{n}} y, si X es un esquema proyectivo, {\displaystyle H_{X}^{P}} se denomina esquema de Fano de r-planos en X.

## Variedades proyectivas complejas
En esta sección, todas las variedades algebraicas son variedades algebraicas complejas. Una característica clave de la teoría de variedades proyectivas complejas es la combinación de métodos algebraicos y analíticos. La transición entre estas teorías se proporciona mediante el siguiente vínculo: dado que cualquier polinomio complejo es también una función holomorfa, cualquier variedad compleja X produce un espacio analítico complejo, denotado {\displaystyle X(\mathbb {C} )}. Además, las propiedades geométricas de X se reflejan en las de {\displaystyle X(\mathbb {C} )}. Por ejemplo, este último es una variedad compleja si y solo si X es suave; es compacto si y solo si X es propio sobre {\displaystyle \mathbb {C} }.

### Relación con las variedades complejas de Kähler
El espacio proyectivo complejo es una variedad de Kähler. Esto implica que, para cualquier variedad algebraica proyectiva X, {\displaystyle X(\mathbb {C} )} es una variedad compacta de Kähler. En general, lo contrario no es cierto, pero el teorema de incrustación de Kodaira da un criterio para que una variedad de Kähler sea proyectiva.
En dimensiones bajas, se obtienen los siguientes resultados:
- (Riemann) Una superficie de Riemann (es decir, una variedad compleja compacta de dimensión uno) es una variedad proyectiva. Por el teorema de Torelli, está determinado únicamente por su jacobiano.
- (Chow-Kodaira) Una variedad compleja compacta de dimensión dos con dos funciones meromorfas algebraicamente independientes es una variedad proyectiva.[29]

### GAGA y el teorema de Chow
El teorema de Chow proporciona una forma sorprendente de ir en sentido contrario, de la geometría analítica a la algebraica. Afirma que toda subvariedad analítica de un espacio proyectivo complejo es algebraica. Se puede interpretar que el teorema dice que una función holomorfa que satisface cierta condición de crecimiento es necesariamente algebraica: el carácter "proyectivo" proporciona esta condición de crecimiento. Del teorema se puede deducir lo siguiente:
- Las funciones meromorfas en el espacio proyectivo complejo son racionales.
- Si una aplicación algebraica entre variedades algebraicas es un isomorfismo analítico, entonces es un isomorfismo (algebraico). Esta parte es un hecho básico en el análisis complejo. En particular, el teorema de Chow implica que una aplicación holomorfa entre variedades proyectivas es algebraica (considérese el grafo de dicha aplicación).
- Cada haz de vectores holomorfos en una variedad proyectiva es inducido por un paquete de vectores algebraicos único.[30]
- Cada paquete de líneas rectas holomorfas en una variedad proyectiva es un paquete de líneas rectas de un divisor.[31]

El teorema de Chow se puede demostrar mediante el principio GAGA de Serre. Su teorema principal dice:
Sea X un esquema proyectivo sobre {\displaystyle \mathbb {C} }. Entonces, el funtor que asocia los haces coherentes en X con los haces coherentes en el correspondiente espacio analítico complejo Xan es una equivalencia de categorías. Además, los mapas naturales
{\displaystyle H^{i}(X,{\mathcal {F}})\to H^{i}(X^{\text{an}},{\mathcal {F}})}
son isomorfismos para toda i y todos los haces coherentes {\displaystyle {\mathcal {F}}} en X.

### Toros complejos frente a variedades abelianas complejas
La variedad compleja asociada a una variedad abeliana A sobre {\displaystyle \mathbb {C} } es un grupo de Lie complejo compacto. Se puede demostrar que son de la forma
{\displaystyle \mathbb {C} ^{g}/L}
y también se les conoce como toros complejos. Aquí, g es la dimensión del toro y L es una red (también conocida como par fundamental de períodos).
Según el teorema de uniformización ya mencionado anteriormente, cualquier toro de dimensión 1 surge de una variedad abeliana de dimensión 1, es decir, de una curva elíptica. De hecho, las funciones elípticas de Weierstraß {\displaystyle \wp } unidas a L satisfacen una determinada ecuación diferencial y como consecuencia definen un embebido cerrado:
{\displaystyle {\begin{cases}\mathbb {C} /L\to \mathbb {P} ^{2}\\L\mapsto (0:0:1)\\z\mapsto (1:\wp (z):\wp '(z))\end{cases}}}
Existe un análogo p-ádico, el teorema de uniformización p-ádica.
Para dimensiones superiores, las nociones de variedades abelianas complejas y toros complejos difieren: solo los toros complejos polarizados provienen de variedades abelianas.

### Teorema de anulación de Kodaira
El teorema de anulación de Kodaira fundamental establece que para un paquete de líneas rectas amplio {\displaystyle {\mathcal {L}}} en una variedad proyectiva suave X sobre un cuerpo de característica cero,
{\displaystyle H^{i}(X,{\mathcal {L}}\otimes \omega _{X})=0}
para i > 0, o, de manera equivalente, por la dualidad de Serre {\displaystyle H^{i}(X,{\mathcal {L}}^{-1})=0} para i < n. La primera demostración de este teorema utilizó métodos analíticos de la geometría de Kähler, pero más tarde se encontró una demostración puramente algebraica. La anulación de Kodaira en general falla en una variedad proyectiva suave en característica positiva. El teorema de Kodaira es uno de varios teoremas de anulación, que dan criterios para que desaparezcan las cohomologías de haces superiores. Dado que la característica de Euler de un haz (véase más arriba) es a menudo más manejable que los grupos de cohomología individuales, esto a menudo tiene consecuencias importantes sobre la geometría de las variedades proyectivas.

## Nociones relacionadas
- Variedad multiproyectiva
- Variedad proyectiva ponderada, una subvariedad cerrada de un espacio proyectivo ponderado[36]